# Алессандро Мікеланьйолі
Алессандро Мікеланьйолі (італ. Alessandro Michelagnoli; 18 серпня 1905, Таранто — 15 вересня 1969, Лакко-Амено) — італійський адмірал, начальник генерального штабу ВМС Італії протягом 1965-1968 років.

## Біографія
Алессандро Мікеланьйолі народився 18 серпня 1905 року в Таранто в родині морського офіцера. У 1918 році вступив до Військово-морської академії в Ліворно, яку закінчив у 1923 році у званні гардемарина.
У 1925 році у званні молодшого лейтенанта ніс службу на борту крейсера «Кампанія» біля узбережжя Сомалі. За участь у бойових діях проти сомалійських повстанців був нагороджений Хрестом «За військову доблесть».
Протягом 1930-1932 років у званні лейтенанта був ад'ютантом адмірала Джино Дуччі, який командував у той період лінкором «Андреа Доріа».
У 1934 році одружився з Марією Луізою деї конті Фоссарі (італ. Maria Luisa dei conti Fossati). У шлюбі народилася донька Ніколетта.
У 1934 році, після перепідготовки, був помічником капітана підводного човна «Доменіко Міллеліре». Протягом 1935-1936 років командував підводним човном «Де Женей». У 1936 році отримав звання капітана III рангу і був переведений на службу у генеральний штаб флоту. Пізніше, протягом 1938-1939 років командував підводними човнами «Шире», «Гоффредо Мамелі» і зрештою «Еванджеліста Торрічеллі».

### Друга світова війна
Після вступу Італії у Другу світову війну отримав у листопаді 1940 року звання капітана II рангу, ніс службу у генеральному штабі флоту в департаменті планування. Пізніше був ад'ютантом начальника штабу Артуро Ріккарді.
У березні 1943 року був призначений командувачем 2-ї флотилії MAS, яка діяла в Сицилійській протоці. Під час командування флотилією брав участь у бойових діях, за що був нагороджений Срібною медаллю «За військову доблесть». 
Після капітуляції Італії 8 вересня 1943 року Алессандро Мікеланьйолі перевів катери 2-ї флотилії з Гаети на Капрі і перейшов на сторону союзників. Здійснив низку спеціальних десантних операцій, під час однієї з них вивіз сенатора Бенедетто Кроче та його родину з Сорренто на Капрі, врятувавши його таким чином від арешту нацистами.
Протягом 1944 року командував крейсером «Луїджі Кадорна».

### Повоєнний період
Після закінчення війни Алессандро Мікеланьйолі, отримавши у 1947 році звання капітана I рангу, був начальником операційного департаменту генерального штабу флоту (1946-1950), командував Школою військово-морського командування (італ. Scuola Comando navale) (1951-1952), був начальником штабу 1-ї морської дивізії (1952-1953).
З 1953 по 1959 рік був керівником Служби озброєнь та техніки (італ. Servizio Armi e Mezzi (SAM)) міністерства оборони. Отримав звання контрадмірала у 1955 році, дивізійного адмірала у 1959 році, після чого командував 2-ю морською дивізією. З 1960 року був заступником начальника генерального штабу ВМС Італії.
У 1961 році отримав звання ескадреного адмірала, протягом 1962-1963 років був командувачем військово-морського командування в Іонічному морі та протоці Отранто (італ. Dipartimento militare marittimo "Ionio e Canale d'Otranto"). Надалі командував оперативними силами флоту.
У жовтні 1965 року Алессандро Мікеланьйолі був призначений начальником генерального штабу ВМС Італії і перебував на цій посаді до 10 вересня 1968 року. За цей період була здійснена програма модернізації та посилення флоту. Зокрема, йшло будівництво крейсера-вертольотоносця «Вітторіо Венето», есмінців КРО типу «Аудаче».
Після виходу у відставку Алессандро Мікеланьйолі поселився у містечку Лакко-Амено на острові Іскія. Помер 15 вересня 1969 року від внутрішньочерепного крововиливу.

### Вшанування
На честь адмірала Алессандро Мікеланьйолі у 1989 році був названий «Морський фонд Алессандро Мікеланьйолі» (італ. Fondazione Marittima Ammiraglio Michelagnoli), який займається підтримкою наукових та культурних досліджень, пов'язаних із морем.

## Нагороди
- Кавалер Великого хреста Ордена «За заслуги перед Італійською Республікою»
- Хрест «За військову доблесть»
- Срібна медаль «За військову доблесть»
- Хрест «За бойові заслуги»
- Кавалер Ордена Святих Маврикія та Лазаря
- Офіцер Ордена Корони Італії
- Пам'ятна медаль за воєнний період 1940-1943 років
- Пам'ятна медаль за війну за звільнення
- Почесна медаль за довголітнє судноводіння
- Золотий хрест за вислугу років
- Золота медаль за довголітнє командування